# Piper trichostigma
Piper trichostigma är en pepparväxtart som först beskrevs av Chaveer. & Sudmoon, och fick sitt nu gällande namn av Suwanph. & Chantar.. Piper trichostigma ingår i släktet Piper och familjen pepparväxter. Inga underarter finns listade i Catalogue of Life.